# Sérifos
Sérifos (en grec ancien et grec moderne : Σέριφος) est une île grecque de la mer Égée appartenant à l'archipel des Cyclades. Elle est aussi appelée Sériphe en français. Située au nord de Sifnos et au sud de Kythnos, elle fait 78 km2 et compte 1 421 habitants (recensement 2011) répartis sur neuf hameaux, mais dont la grande majorité réside à Chora, la capitale. La population double l'été.
Sérifos tirerait son nom du grec ancien grec moderne : στέριφος (sterifos) signifiant « stérile ». Point culminant de l'île, le mont Troullos atteint 585 m.

## Mythologie
Quand Danaé met au monde Persée, fils qu'elle conçut de Zeus, le père de Danaé, Acrisios, roi d'Argos, jette la mère et le fils à la mer dans un coffre. Ce coffre atteint alors Sériphos et la femme et l’enfant trouvent refuge chez un pêcheur nommé Dictys. Le roi de Sériphos, Polydectès, tombe amoureux de Danaé. Cet amour n’étant pas réciproque, Polydectès envoie Persée tuer Méduse, espérant qu’il y trouverait la mort. Vainqueur de son combat, en utilisant le bouclier d'Athéna comme miroir afin de ne pas être pétrifié par le regard de cette gorgone à la chevelure de serpents, Persée revient avec la tête de Méduse et change en pierre le roi Polydectès. Dictys deviendra le roi de l'île.

## Histoire naturelle
Sérifos est connue depuis l'Antiquité pour ses mines d'où l'on extrayait, jusqu'en 1960, le minerai de fer : elles sont connues sous le nom de Metallia.
Selon l'auteur antique Claude Élien, dans son ouvrage De natura animalium (3.37), l'île aurait été peuplée par une multitude de grenouilles totalement muettes ; pour le moment, faute de recherches, aucune preuve fossile n'a confirmé ce récit.
On sait que par le passé, les habitants vivaient de pêche et de l'élevage extensif de caprins, ainsi que de quelques cultures vivrières (des restanques, des citernes et des oliviers subsistent) ; des moulins s'élevaient sur les hauteurs.

## Histoire
Sérifos est d’abord habitée par les Éoliens et devient une démocratie au VIIe siècle av. J.-C. Durant les guerres médiques (Ve siècle av. J.-C.), Sérifos est une des rares cités à refuser la soumission à Xerxès et se range du côté des Grecs de l’Ouest (Spartiates et Athéniens).
Successivement sous l’influence des Athéniens, des Macédoniens et de la dynastie ptolémaïque, elle devient romaine en 146 av. J.-C.. Les empereurs romains l’utilisent alors comme lieu d’exil pour des criminels d’État, employés aux mines de fer.
La christianisation de l’Empire romain d'Orient (que, depuis le XVIe siècle, nous appelons « byzantin ») fait entrer Sérifos dans la civilisation grecque médiévale. À partir du VIIIe siècle, l’île subit plusieurs raids des Arabes, notamment de ceux établis en Crète, que la marine impériale parvient toutefois à repousser. Après la quatrième croisade (1204), les Vénitiens s’imposent dans l’île, l’appellent Serfo ou Serfanto, la fortifient et continuent ou reprennent l’extraction du fer. En 1537, Khayr ad-Din Barberousse s'empare de Sérifos, qui est bientôt assujettie aux Ottomans (1566).
Les colonisateurs turcs l’appellent Serif adası. Pendant cette période, l’hellénisme reprend ses droits et le patriarcat grec fonde près du village de Galani, en 1572, le monastère des Taxiarches, consacré aux archanges Michel et Gabriel. Jadis prospère, le monastère ne comptait plus en 2012 qu’un seul moine âgé, entretenant les lieux à l’aide de quelques habitants de Galani.

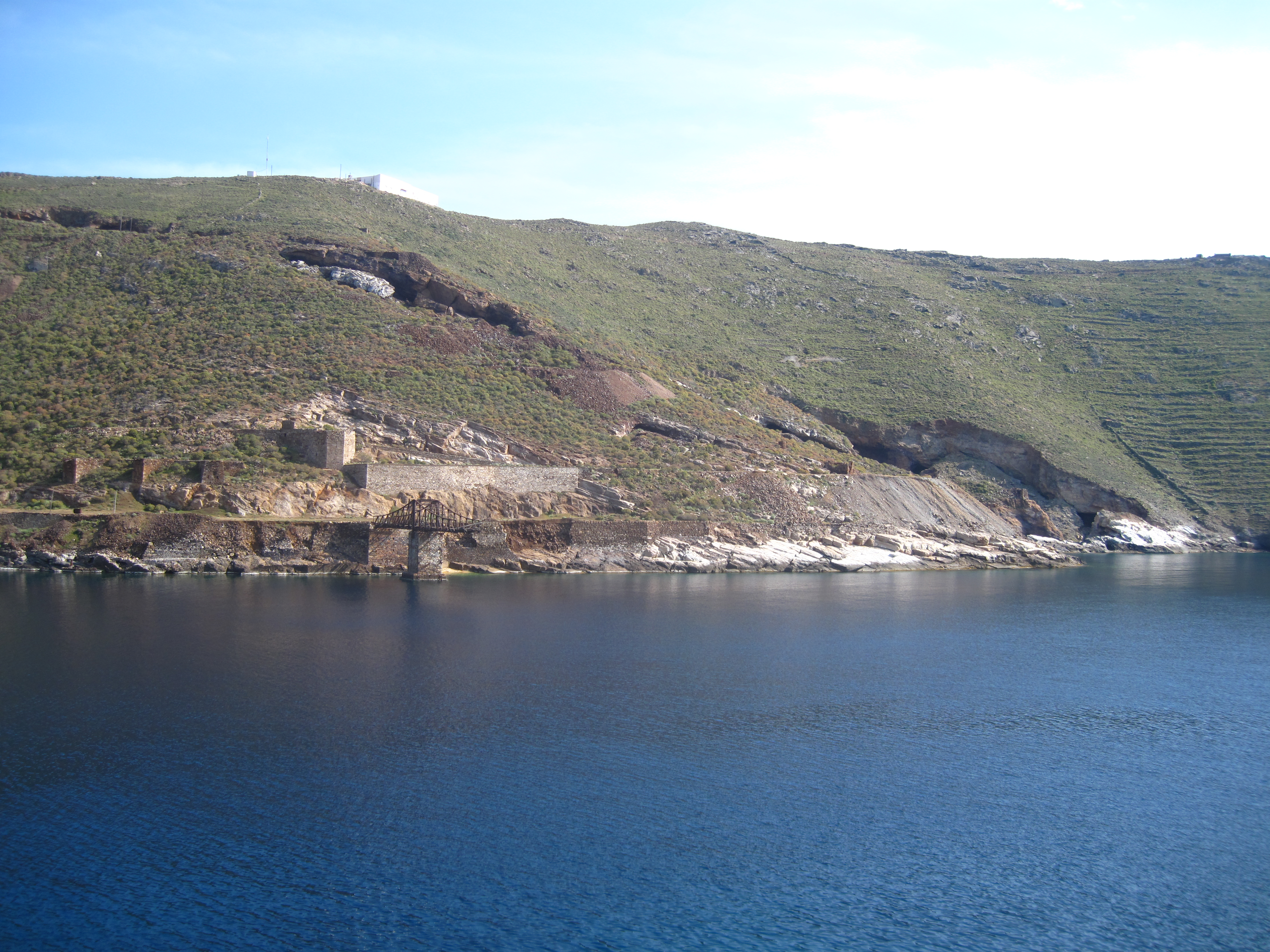
Les mines de fer de Sérifos.

À l’issue de la guerre d'indépendance grecque, l'île rejoint le royaume de Grèce. L'exploitation des mines reprend au cours du XXe siècle, par la « Société des mines de Seriphos-Spiliazeza », sous l’égide du minéralogiste allemand Emil Grohmann (mort en 1905). Sérifos est le théâtre, en pleine Première Guerre mondiale, d’un conflit social retentissant : en 1916, à la suite du refus de la compagnie de ré-embaucher des mineurs démobilisés, mais aussi à cause de l’insécurité dans les galeries et des horaires allant jusqu’à 16h par jour pour des salaires très bas, les 460 mineurs se mirent en grève. Konstantinos Speras, natif de l’île mais anarcho-syndicaliste éduqué sur le continent, se fit leur porte-parole. Les directeurs refusèrent toute concession et en appelèrent aux autorités qui envoyèrent à Sérifos un peloton d'une trentaine de gendarmes (Χωροφυλακή) venu de l’île voisine de Kéa. Sommations et négociations ayant échoué, les gendarmes se mirent à tirer sur les grévistes (quatre morts, douze blessés), qui se replièrent sur l’embarcadère de Megalo Livadi, bloquant ainsi le chargement des cargos. Alertée par les épouses des mineurs, la population prenant le parti des grévistes, attaqua les gendarmes à coups de pierres et de fusil, en tuant trois et blessant les autres.
Les autorités grecques firent alors appel à l’escadre française au mouillage à Milo, qui refusa de s’en mêler, et ce fut la marine grecque qui envoya dans l’île un navire de guerre avec un détachement d’infanterie de marine qui réussit à capturer Speras (accusé de haute trahison en raison de la guerre, il fut libéré avant d’être jugé grâce à la chute du gouvernement, d’ailleurs liée à cette affaire). Craignant la contagion sur le continent, le nouveau gouvernement grec obligea la « Société des mines de Seriphos-Spiliazeza » à faire des concessions, la direction fut changée et les régime des « trois-8 » fut instauré, ce qui généra de l’embauche ; les salaires furent améliorés. La société resta largement bénéficiaire jusque dans les années 1950, lorsque le site commença à s’épuiser. Speras, considéré comme un héros, repartit dans les années 1930 sur le continent, prit part à la résistance grecque et fut assassiné en 1943 dans un contexte de « purges » menées dans l’Armée populaire de libération nationale grecque par le Parti communiste grec que les anarchistes accusent de ce meurtre.

## Villes et villages
- Chora (Xώρα) : chef-lieu ;
- Livadi (Λιβάδι) : port principal ;
- Livadakia : à côté du port principal ;
- Psili Ammos ;
- Kentarchos ;
- Galani ;
- Panaghia ;
- Sikamia ;
- Megalo Livadi ;
- Koutalas ;
- Vagia ;
- Kalo Ambeli;
- Ramos;
- Ganema;